# Martin Juhar
Martin Juhar (* 9. března 1988, Košice) je slovenský fotbalista, od září 2017 hráč klubu FC Zbrojovka Brno. Univerzální hráč, během své kariéry nastupoval v obraně, záloze i útoku. Mimo Slovensko působil na klubové úrovni v Česku, Polsku a Německu. Na kontě má jeden start v dresu slovenské fotbalové reprezentace (v roce 2013).

## Klubová kariéra
Svoji fotbalovou kariéru začal v Lokomotívě Košice, kde prošel všemi mládežnickými kategoriemi.

### MFK Košice
V roce 2008 se přestoupil do MFK Košice. Ve slovenské nejvyšší soutěži debutoval 10. května 2008 v utkání proti Slovanu Bratislava (remíza 1:1). V MFK Košice odehrál celkem tři sezóny.

### AC Sparta Praha
V létě 2011 po vypršení smlouvy zamířil do Sparty, kde 14. června 2011 podepsal tříletou smlouvu. Fyzicky i rychlostně skvěle vybavený záložník, který se může opřít také o tvrdou střelu v úvodu sezony nastupoval v základní sestavě a v domácím utkání 12. září 2011 s Viktorií Žižkov zaznamenal z pokutového kopu svůj první gól v rudém dresu, Sparta zvítězila 4:1. Po 7. kole však ze základní sestavy Sparty vypadl a do konce sezony již jen párkrát střídal.

### SK Slavia Praha
V červenci 2012 přestoupil do konkurenční Slavie. První start v ligovém zápase si připsal 30. července v divokém domácím utkání proti Vysočině Jihlava (remíza 3:3). První ligový gól vstřelil 8. března 2013 v 19. kole Gambrinus ligy proti domácí Zbrojovce Brno, rozhodl tak o výhře „sešívaných“ 1:0. Následně se 2x prosadil ve 26. kole Gambrinus ligy proti Jablonci, podílel se tak na vysoké výhře „sešívaných“ 5:1.
Nový trenér Slavie Miroslav Koubek posunul v říjnu 2013 hráče ze zálohy na místo útočníka, kde Juhar hrával až do dorostu. Tento tah vyšel. 19. října 2013 svým prvním gólem v sezóně 2013/14 pomohl k remíze 1:1 s mistrovskou Viktorií Plzeň. Skóroval i o necelý týden později 25. října proti Bohemians Praha 1905, kde zaznamenal vítězný gól. Slavia porazila ve „vršovickém derby“ Bohemku 1:0. 2. prosince 2013 vstřelil v ligovém zápase proti Slovanu Liberec oba góly Slavie, druhý z přímého kopu. Slavia vyhrála 2:1 a odlepila se z posledního místa tabulky.
Před sezonou 2014/15 ho trenér Miroslav Beránek postavil na levý kraj obrany. V lednu 2015 měl prohlásit, že v klubu nechce nadále působit. Vedení jej přeřadilo do juniorky a umožnilo mu hledat si nové angažmá. Samotný hráč tyto výroky popřel.
Zúčastnil se Souboje plejerů Synot ligy 2014. Byla to finálová bitva fotbalistů, které vybrali sami fanoušci Synot ligy. Ve Zbuzanech u Prahy se odehrál první ročník dovednostních soutěží hráčů české nejvyšší soutěže. Ve finále se představili Martin Juhar ze Slavie, Jiří Fleišman z Liberce a Admir Ljevakovič z Teplic. Slovenský fotbalista Martin Juhar z pražské Slavie vyhrál duel o nejrychlejší střelu v rámci dovednostních soutěží první ligy. Vítěz: Juhar 125,72 kilometrů za hodinu.

### FC ViOn Zlaté Moravce
V březnu 2015 se dohodl na tříměsíční smlouvě se slovenským prvoligovým celkem FC ViOn Zlaté Moravce. 11. dubna vstřelil vítěznou branku proti svému bývalému klubu MFK Košice a zařídil vítězství 1:2. 18. dubna 2015 vstřelil hattrick a zařídil tak vítězství 3:2 nad FK Senica.

### Termalica Bruk-Bet Nieciecza
Koncem srpna 2015 si našel angažmá v polském klubu Termalica Bruk-Bet Nieciecza, tehdejším nováčkovi Ekstraklasy. V lednu 2017 se dohodl na rozvázání smlouvy, celkem za Termaliku odehrál 33 zápasů a vstřelil 3 góly.

### FSV Zwickau
Na jaře 2017 působil v Německu v třetiligovém klubu FSV Zwickau.

### FC Zbrojovka Brno
V září 2017 podepsal smlouvu s českým prvoligovým klubem FC Zbrojovka Brno.

## Reprezentační kariéra
Juhar byl členem slovenských mládežnických reprezentací.
19. listopadu 2013 debutoval v A-mužstvu Slovenska pod trenérem Jánem Kozákem v přátelském utkání proti Gibraltaru, které mělo dějiště v portugalském Algarve ve městě Faro a bylo vůbec prvním oficiálním zápasem Gibraltaru po jeho přijetí za 54. člena UEFA v květnu 2013. V zápase se zrodila překvapivá remíza 0:0, za slovenský výběr nastoupili hráči z širšího reprezentačního výběru a také několik dalších debutantů. Juhar nastoupil v obraně. Byl to jeho jediný zápas ve slovenském národním týmu.